# Brooke Buschkuehl
Brooke Buschkuehl, född 12 juli 1993, är en australisk friidrottare. Hon deltog vid olympiska sommarspelen 2016 och olympiska sommarspelen 2020.